# Shaved Fish
1975. október 24-én jelent meg John Lennon első válogatásalbuma, a Shaved Fish. Kereskedelmileg sikeres volt, a brit listákon az 5., Amerikában a 12. helyet érte el, és itt platinalemez lett. Alig két héttel a Bevándorlási Hivatal határozata és Lennon második fiának, Seannak a születése után jelent meg.
Az albumon Lennon legnépszerűbb dalai hallhatók, melyek közül több itt jelent meg először albumon.
A cím a japán katsuobushi nevű szárított halféleségtől ered.

## Az album dalai
Minden dalt John Lennon írt, kivéve, ahol jelölve van.
1. Give Peace a Chance – 0:58
2. Cold Turkey – 5:01
3. Instant Karma! – 3:21
4. Power to the People – 3:21
5. Mother – 5:03
6. Woman is the Nigger of the World (John Lennon – Yoko Ono) – 4:37
7. Imagine – 3:02
8. Whatever Gets You Thru the Night – 3:03
9. Mind Games – 4:12
10. #9 Dream – 4:47
11. Medley: Happy Xmas (War is Over)/Give Peace a Chance (reprise) (John Lennon – Yoko Ono)/(John Lennon) – 4:15